# Wrestling Dontaku (2018)
Wrestling Dontaku 2018 fue la decimoquinta edición de Wrestling Dontaku, un evento pago por visión de lucha libre profesional producido por New Japan Pro-Wrestling (NJPW). Tuvo lugar el 3 y 4 de mayo de 2018 desde el Fukuoka Kokusai Center en Fukuoka, Japón.
Esta fue la décima edición consecutiva del evento en ser realizada en el Fukuoka Kokusai Center, y la decimoquinta en realizarse en la ciudad de Fukuoka, Japón. A su vez, esta fue la primera edición en llevarse a cabo en dos días seguidos. 
Esta edición marcó la celebración de los 5 años del debut de Bullet Club en NJPW. Además, se destacó la participación especial de Chris Jericho y el debut de Taiji Ishimori en NJPW.

## Argumento

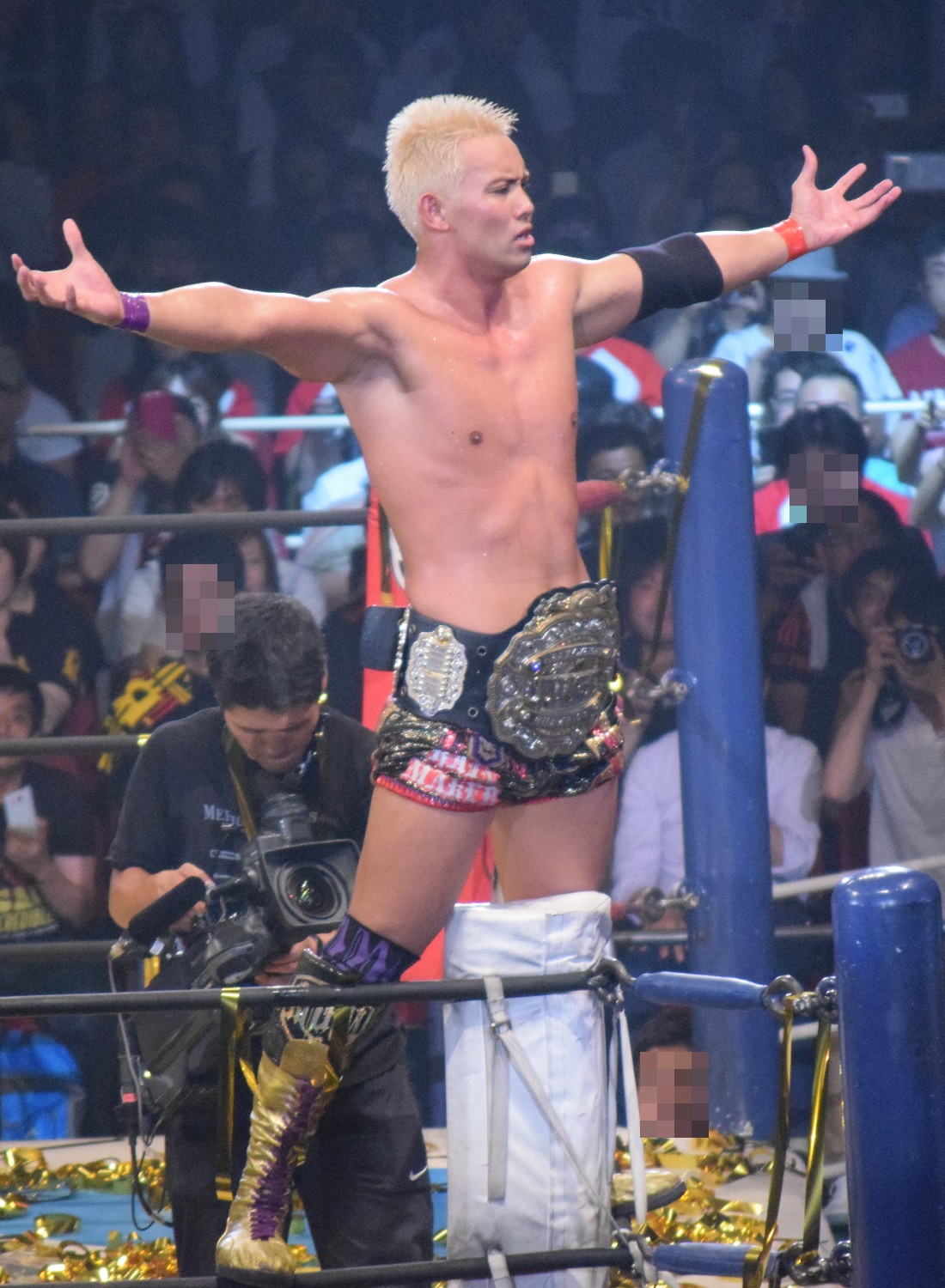
Kazuchika Okada, quien se enfrentó a Hiroshi Tanahashi para retener el Campeonato Peso Pesado de la IWGP en el evento estelar, superando el récord de defensas con doce.

El 19 de junio de 2016 en el evento de Dominion 6.19 in Osaka-jo Hall, Kazuchika Okada vence a Tetsuya Naito coronándose como campeón por cuarta ocasión, defendió ante Naomichi Marufuji en su primera defensa en el evento de King of Pro-Wrestling. Okada logró defender su campeonato durante el 2017 ante Kenny Omega en Wrestle Kingdom 11 en su segunda defensa, Minoru Suzuki en The New Beginning in Sapporo en su tercera defensa, Katsuyori Shibata en Sakura Genesis en su cuarta defensa, Bad Luck Fale en Wrestling Dontaku en su quinta defensa, Kenny Omega por segunda vez en Dominion 6.11 in Osaka Jo-Hall en su sexta defensa, Cody en G1 Special in USA en su séptima defensa, Evil en King of Pro-Wrestling en su octava defensa. En 2018, también defendió ante Tetsuya Naito en Wrestle Kingdom 12 en su novena defensa, Sanada en The New Beginning in Osaka en su décima defensa y finalmente defendió ante el ganador de New Japan Cup (2018) Zack Sabre Jr. en Sakura Genesis. El 1 de abril en Sakura Genesis, luego de que Okada retuviera ante Sabre, Hiroshi Tanahashi hace acto de presencia para felicitar a Okada, pero que tras mucho tiempo, vuelven a verse frente a frente. Dice que solo hay un retador posible para detener a Okada, y ese es Tanahashi. El 10 de abril, se hizo oficial al una semana después.
El 5 de enero en New Year Dash!, Bullet Club, con Cody al frente, intentó atacar a Kota Ibushi con una silla tras un combate de 10 hombres, pero fue detenido por Kenny Omega, provocando la tensión entre Kenny y Cody por el liderazgo del Bullet Club. El 29 de enero en The New Beginning in Sapporo, luego de que Omega perdiera el Campeonato Peso Pesado de los Estados Unidos de IWGP ante Jay White, Omega fue atacado por Cody y golpeado con un Cross Rhodes, hasta que fue salvado por Ibushi y así reuniéndose como Golden Lovers. En Honor Rising, los miembros del Bullet Club (Cody, Adam Page y Marty Scurll) derrotaron al trío de los Golden Lovers (Omega e Ibushi) y Chase Owens. Al día siguiente, los Golden Lovers derrotaron a Marty y Cody. Tras el combate, Kenny Omega declaró a los Golden Lovers como "El mejor equipo de la lucha profesional", lo que provocó que The Young Bucks (Matt Jackson & Nick Jackson), salgan, se declaren como pesos pesados en la división de parejas y se burlen de un futuro combate entre ambos equipos. En el evento principal de Strong Style Evolved del mes siguiente, los Golden Lovers derrotó a The Young Bucks. El 7 de abril de 2018, Kenny y Cody lucharon en un combate en Supercard of Honor XII con el liderazgo del Bullet Club en juego. Durante el combate, The Young Bucks intentaron ayudar a Omega aplicando un Superkick a Cody. Sin embargo, esto resultó contraproducente cuando Cody se retiró del camino, con los Bucks pateando a Omega en su lugar. Gracias a esto, Cody pudo usar Cross Rhodes en Omega para ganar el partido y convertirse en el nuevo líder del Bullet Club. A pesar de tratar de disculparse y ayudar a Kenny después del partido, Kenny se negó y se lanzó al backstage. A pesar de no unirse al Bullet Club como miembro, desde la reunión de los Golden Lovers, Kota Ibushi se convertiría en un habitual en los combates con Bullet Club durante la gira Road to Wrestling Dontaku en abril y mayo de 2018, manteniendo una relación amistosa con BCOG. El 10 de abril, se hace oficial por primera vez, Bullet Club se colisionarán con el equipo de Tama Tonga, Tanga Roa, Bad Luck Fale, Kenny Omega y Kota Ibushi contra Cody, The Young Bucks (Matt Jackson & Nick Jackson), Marty Scurll y Hangman Page.

## Resultados

### Día 1: 3 de mayo
En paréntesis se indica el tiempo de cada combate:
- Bullet Club (Chase Owens & Yujiro Takahashi) derrotaron a Ren Narita y Shota Umino (5:32).
  - Owens cubrió a Umino después de revertir un «Gutbuster» en un «Package Piledriver».
- Ryusuke Taguchi, Tiger Mask & Jushin Thunder Liger derrotaron a Ren Narita, Tomoyuki Oka & Yuji Nagata (7:12).
  - Taguchi cubrió a Narita después de un «Dodon».
  - Originalmente Tetsuhiro Yagi era parte del equipo de Nagata, pero fue reemplazado por Narita por razones desconocidas.
- Roppongi 3K (Sho, Yoh & Rocky Romero) derrotaron a Suzuki-gun (Takashi Iizuka, Davey Boy Smith Jr. y Lance Archer) (2:04).
  - Sho cubrió a Iizuka después de un «Roll Up».
- CHAOS (Hirooki Goto, Jay White, Tomohiro Ishii, Toru Yano & YOSHI-HASHI) derrotaron a Toa Henare, Michael Elgin, Togi Makabe, David Finlay & Juice Robinson (10:25). 
  - White cubrió a Henare después de un «Blade Runner».
- Super Villains (Marty Scurll, Matt Jackson & Nick Jackson) derrotaron a Bullet Club (Bad Luck Fale, Tama Tonga & Tanga Loa) (c) y ganaron el Campeonato en Parejas de Peso Abierto 6-Man NEVER (12:05).
  - Bucks cubrieron a Loa después de un «Superkick» y un «More Bang For Your Buck».
  - Después de la lucha, Fale, Tonga y Loa le entregaron los títulos a Scurll, Matt & Nick en señal de respeto.
- Los Ingobernables de Japón (Hiromu Takahashi, Bushi, Sanada, Evil & Tetsuya Naito) derrotaron a Suzuki-gun (Minoru Suzuki, Zack Sabre Jr., Taichi, Yoshinobu Kanemaru & El Desperado) (13:36).
  - Sanada cubrió a Kanemaru después de un «STO».
  - Después de la lucha, The Young Bucks retan a Evil y Sanada por el Campeonato en Parejas de la IWGP y luego les aplican un «Superkick» para ambos.
- CHAOS (Will Ospreay & Kazuchika Okada) derrotaron a Hiroshi Tanahashi y KUSHIDA (16:15).
  - Okada cubrió a KUSHIDA después de un «Rainmaker».
- Cody derrotó a Kota Ibushi (23:36).
  - Cody cubrió a Ibushi después de un «Vertebreaker» y con un «Din's Fire»
- Kenny Omega derrotó a Hangman Page (18:23).
  - Omega cubrió a Page después de un «V-Trigger» y con un «One Winged Angel».
  - Antes de iniciar la lucha, Cody atacó a Omega.

### Día 2: 4 de mayo
En paréntesis se indica el tiempo de cada combate:
- Ryusuke Taguchi, Tiger Mask & Jushin Thunder Liger derrotaron a Ren Narita, Shota Umino & Tomoyuki Oka (6:34).
  - Taguchi forzó a Narita a rendirse con un «Oh My & Garankle».
- Bullet Club (Chase Owens & Yujiro Takahashi) derrotaron a Tomoyuki Oka & Yuji Nagata (6:11).
  - Owens cubrió a Oka después de un «Package Piledriver».
- Roppongi 3K (Sho, Yoh & Rocky Romero) derrotaron a Suzuki-gun (Takashi Iizuka, Taichi & TAKA Michinoku) (6:00).
  - Sho cubrió a Michinoku después de un «3K».
- Toru Yano & Tomohiro Ishii derrotaron a Toa Henare & Togi Makabe (7:12).
  - Ishii cubrió a Henare después de un «Vertical Drop Brainbuster».
- CHAOS (Jay White, YOSHI-HASHI & Hirooki Goto) derrotaron a Michael Elgin, David Finlay & Juice Robinson (11:04).
  - Hashi cubrió a Finlay después de un «Karma».
  - Después de la lucha, Taichi atacó a Goto.
- Los Ingobernables de Japón (Hiromu Takahashi, Bushi, Sanada, Evil & Tetsuya Naito) derrotaron a Suzuki-gun (Minoru Suzuki, Davey Boy Smith Jr., Lance Archer, Yoshinobu Kanemaru & El Desperado) (8:31).
  - Naito cubrió a Kanemaru después de un «Destino».
  - Después de la lucha, Chris Jericho atacó con un «Codebreaker» a Naito.
- Bullet Club (Bad Luck Fale, Tama Tonga, & Tanga Loa) y Golden☆Lovers (Kenny Omega & Kota Ibushi) derrotaron a Bullet Club (Cody, Hangman Page, Marty Scurll, Matt Jackson & Nick Jackson) (8:47).
  - Fale cubrió a Scurll después de un «Bodyslam Attempt».
- Will Ospreay (c) derrotó a KUSHIDA y retuvo el Campeonato Peso Pesado Junior de la IWGP (23:46).
  - Ospreay cubrió a KUSHIDA después de un «Stormbreaker».
  - Después de la lucha, Taiji Ishimori como nuevo miembro del Bullet Club hace su regreso atacando a Ospreay.
- Kazuchika Okada (c) (con Gedo) derrotó a Hiroshi Tanahashi y retuvo el Campeonato Peso Pesado de la IWGP (34:36).
  - Okada cubrió a Tanahashi después de un «Rainmaker».
  - Como resultado, Okada superó el récord de defensas de Tanahashi con 12.
  - Después de la lucha, Okada reta a Kenny Omega a una lucha 2-out-of-3 Falls Match por el Campeonato Peso Pesado de la IWGP.